# عبد العزيز الشيبي
عبد العزيز بن عبد الله الشيبي: كان كبير سدنة بيت الله الحرام، وتولى مهمة سدانة بيت الله الحرام عقب وفاة أخيه الشيخ عاصم بن عبدالله الشيبي عام 1991. استمر كبير للسدنة لفترة 19 عاما. تُوفي في صباح يوم الأحد (7 نوفمبر 2010)، عن عمر يناهز 71 عامًا وقيل 65 عاما. وهو آخر أبناء الشيخ عبد الله الشيبي الخمسة «سراج، أمين، طه، عاصم وعبد العزيز» 

## النسب
هو الشيخ: عبد العزيز بن عبد الله بن عبد القادر بن علي بن محمد بن زين العابدين بن محمد عبد المعطي بن عبد الواحد بن محمد جمال الدين بن القاسم بن أبي السعود بن أبي فخر الدين بن محمد جمال الدين بن عمر ابن سراج الدين بن محمد بن علي بن غانم بن محمد بن مفرج بن محمد بن يحيى بن عبيدة بن حمزة بن بركات بن شيبة بن عبد الله بن شعيب بن جبير ابن شيبة بن عثمان بن أبي طلحة عبد الله بن عبد العزى بن عثمان بن عبد الدار بن قصي بن كلاب القرشي.
ويجتمعون مع الرسول محمد في قصي بن كلاب.
| سبقه طلحة بن حسن الشيبي | سدنة 1348 - 1426 | تبعه عبد القادر طه الشيبي |